# Аеродром Вав
Аеродром Вав (: , : ) је међународно ваздухопловно пристаниште код града Вав у вилајету Западни Бахр ел Газал у Јужном Судану. Смештен је на 433 метара надморске висине и има две асфалтиране полетно-слетне стазе дужине 1.506 метара.